# シアチェン氷河

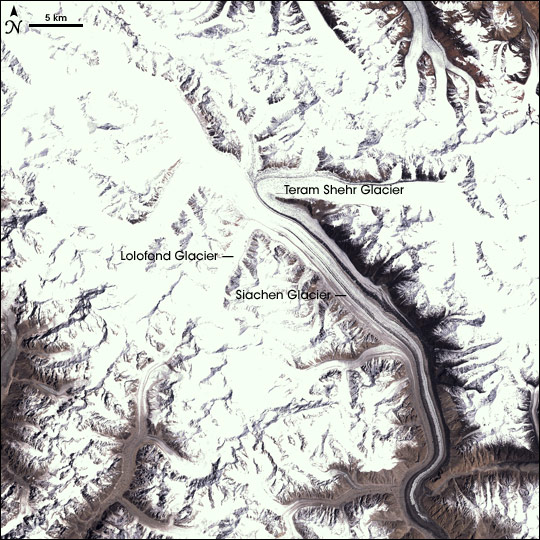

シアチェン氷河（シアチェンひょうが、英語: Siachen Glacier、ヒンディー語: सियाचिन ग्लेशियर、ウルドゥー語: سیاچن گلیشیر）は、カラコルム山脈東部に位置する氷河。カシミール紛争を通じてインドとパキスタンの軍が接する最前線になっている。インド側でいえばラダック連邦直轄領、パキスタン側でいえばギルギット・バルティスタンに相当。

## 概要

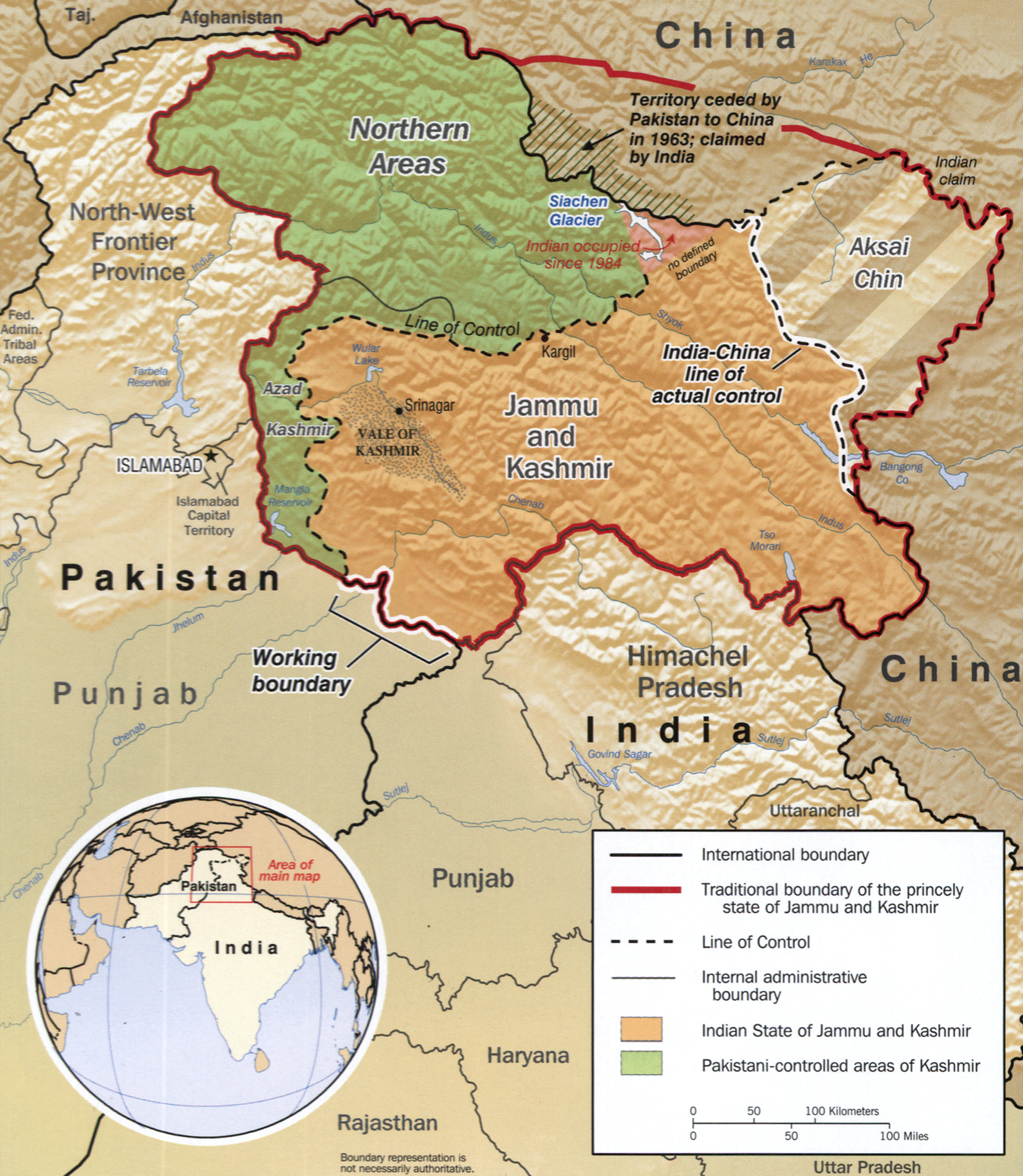
カシミール地方の地図。緑がパキスタン占領地、橙はインド占領地。境界付近にシアチェン氷河が位置する

カラコルム山脈のシアチェン・ムスターグ山脈とサルトロ山脈の間に位置する。ヌブラ川の水源の一つ。1909年イギリス人のトム・ロングスタッフが発見、現地名でバラを意味するシアチェンと命名した。全長は70kmに及び、極地を除けばタジキスタンのフェドチェンコ氷河 (77km) に次ぐ世界で2番目に長さを有する。

## 係争地
カシミール地方は、パキスタンとインドとの係争地であり、6,000m級の標高かつ急峻な条件であるにもかかわらず、両国軍が数万人規模で展開している。2012年4月には、雪崩災害が発生し、パキスタン軍の100名以上が死亡した。